# Rivière Manitou
Der Rivière Manitou ist ein etwa 156 km langer Fluss in der Verwaltungsregion Côte-Nord der kanadischen Provinz Québec.

## Flusslauf
Der Rivière Manitou hat seinen Ursprung in dem kleinen 580 m hoch gelegenen See Lac Caobus im Süden der Labrador-Halbinsel. Er fließt in überwiegend südlicher Richtung durch die regionale Grafschaftsgemeinde Minganie zum Sankt-Lorenz-Golf. Dabei durchfließt er die beiden Seen Lac Manitou und Lac des Eudistes. Auf dem letzten Kilometer vor seiner Mündung in die Grande anse de Manitou überwindet der Rivière Manitou die Stromschnelle La Grosse Chute (⊙) mit einer Höhendifferenz von 37 m. Hier überquert auch die Route 138 den Fluss. Die Flussmündung liegt auf halber Strecke zwischen Sept-Îles und Havre-Saint-Pierre. Das Einzugsgebiet umfasst 2642 km². Der mittlere Abfluss beträgt 66 m³/s.